# Албрехт II (Майсен)
Вижте пояснителната страница за други личности с името Албрехт II.
Албрехт II „Негодния “(на немски: Albrecht II, der Entartete, der Unartige; * 1240; † 13 ноември 1314 или 20 ноември 1314/1315, Ерфурт) от род Ветини, е ландграф на Тюрингия и пфалцграф на Саксония и по-късно маркграф на Майсен от 1288 до 1292 г.

## Живот
Албрехт е най-големият син на Хайнрих III († 15 февруари 1288) и на първата му съпруга Констанция Австрийска (* 6 май 1212, † пр. 5 юни 1243), дъщеря на херцог Леополд VI Бабенберг и на Теодора Ангелина, дъщеря на византийски император Исаак II и Маргарита Унгарска.
Албрехт II се жени през 1254 г. за Маргарета фон Хоенщауфен (1237 – 1270), дъщеря на император Фридрих II. Раждат им се пет деца.
Баща му Хайнрих III разделя през 1265 г. земите и Албрехт получава Тюрингия и Пфалцграфство Саксония и става ландграф на Тюрингия. Брат му Дитрих получава Марк Ландсберг и Остерланд, а баща му остава собственик на Маркграфство Майсен и на Марк Лужица.
Албрехт II започва любовна връзка с Кунигунда фон Айзенберг (* ок. 1245, † 31 октомври 1286), придворната госпожица на Маргарета. На 24 юни 1270 г. Маргарета бяга от съпруга си от Вартбург и отива във Франкфурт на Майн, където умира на 8 август същата година. Синовете ѝ Фридрих и Дитрих отиват да живеят при чичо им маркграф Дитрих фон Ландсберг (1242 – 1285). След 1270 г. Албрехт се жени за любовницата си Кунигунда фон Айзенберг. Тя ражда две деца.
Албрехт II непрекъснато воюва с баща си, брат си и синовете си от първия му брак. След смъртта на Кунигунда той се жени за трети път преди 1 октомври 1290 г. за Елизабет фон Арнсхаугк, родена фон Орламюнде († сл. 24 март 1333). Двамата нямат деца.
Албрехт умира през 1314 г. в Ерфурт.

## Деца
Албрехт II и Маргарета имат децата:
1. Хайнрих (* 21 март 1256, † 25 януари/23 юли 1282)
2. Фридрих I (1257 – 1323), маркграф на Майсен и ландграф на Тюрингия от 1292 до 1323 г.
3. Дитрих IV (1260 – 1307), от 1291 до 1303 г. като Дитрих IV маркграф на Марка Лужица, освен това от 1291 г. маркграф в Остерланд и от 1298 г. като Дитрих (I) ландграф на Тюрингия
4. Маргарета (спомената в документ на 17 април 1273)
5. Агнес (* пр. 1264, † сл. септември 1332), омъжена преди 1284 г. за Хайнрих I от Брауншвайг-Люнебург и е майка на по-късната византийска императрица Ирена Алемана

Албрехт и Кунигунда фон Айзенберг имат децата:
1. Апиц (Албрехт) (* пр. 1270, † сл. 27 януари 1301, най-късно 1305), господар на Тенеберг 1290 г., любим син на баща си
2. Елизабет (* пр. 1270, † сл. 23 април 1326), омъжва се пр. 11 април 1291 г. за Хайнрих III (II) фон Франкенщайн († между 23 април 1326 и 25 март 1327)